# Szlichtyngowa
Szlichtyngowa (in tedesco Schlichtingsheim) è un comune urbano-rurale polacco del distretto di Wschowa, nel voivodato di Lubusz.
Ricopre una superficie di 99,74 km² e nel 2004 contava 5 109 abitanti.